# Paris Gibson

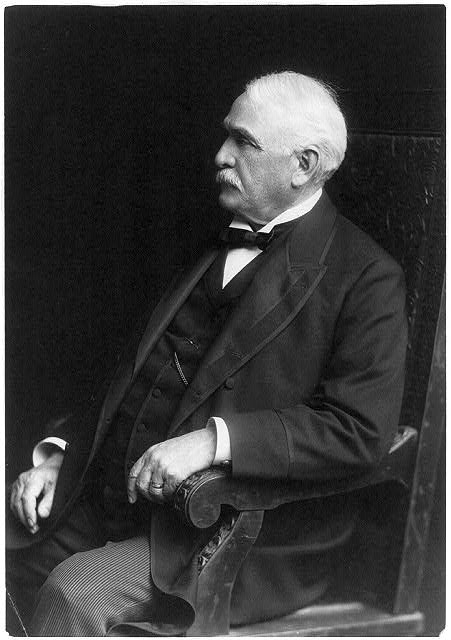
Paris Gibson

Paris Gibson, född 1 juli 1830 i Brownfield, Maine, död 16 december 1920 i Great Falls, Montana, var en amerikansk demokratisk politiker och affärsman. Han representerade delstaten Montana i USA:s senat 1901-1905.
Gibson utexaminerades 1821 från Bowdoin College. Han var sedan verksam inom fastighetsbranschen. Han försökte sin lycka inom flera olika branscher innan han till sist kom till Great Falls och insåg potentialen av vattenfallen i produktionen av vattenkraft. Han gjorde planer på att grunda en betydande industristad i närheten av vattenfallen och så skred han till verket och staden Great Falls grundades år 1883. Han övertygade järnvägsmagnaten James Jerome Hill att satsa pengar på byggandet av den nya staden. Gibson själv valdes till borgmästare. Hill lät dessutom bygga järnvägar från Great Falls till Butte och till Helena.
Senator William A. Clark avgick år 1900 och Gibson tillträdde som hans efterträdare i senaten i mars 1901. Han ställde inte upp för omval och efterträddes 1905 som senator av Thomas H. Carter. Gibson avled 1920 och gravsattes på Highland Cemetery i Great Falls.